# Gratteri
Gratteri település Olaszországban, Szicília régióban, Palermo megyében. Lakosainak száma 859 fő (2023. január 1.). Gratteri Collesano, Isnello, Lascari és Cefalù községekkel határos.

## Népesség
A település lakossága az elmúlt években az alábbi módon változott:
| Lakosok száma | 940  | 926  | 859  |
|               | 2017 | 2018 | 2023 |